# نادي هيبرنيانز
نادي هيبرنيانز لكرة القدم (بالإنجليزية: Hibernians Football Club)‏ نادي كرة قدم من مالطا يلعب في الدوري الممتاز. تم تأسيس النادي في عام 1922.

## روابط خارجية
- Hibernians F.C.